# Samuel Brannan
Samuel Brannan (2 de març de 1819 - 14 de maig de 1889) va ser un colon nord-americà, home de negocis i periodista, que va fundar el diari "California Star" a San Francisco, Califòrnia. És considerat el primer promotor de la febre de l'or de Califòrnia i va ser el primer milionari.
Brannam era un personatge peculiar i actiu que va formar part de la història de Califòrnia, i especialment de San Francisco, a mitjans del segle xx.

 "Probablement Samuel va fer més per San Francisco i per altres llocs que el que van aconseguir millors homes sumant els seus esforços individuals. De fet, en molts aspectes Samuel no era una mala persona, anant de cara i sent astut en els seus negocis, es va fer tan famós per les seves obres de caritat i per ser extremadament generós, com també pels seus negocis, i de manera freqüent, donant també mostres del seu valor."

## Els seus inicis
Samuel Brannan va nàixer a Saco (Maine). Era fill de Thomas Brannan i Sarah Emery Brannan. Els seus germans van ser Mary Ann Brannan (muller de Alexander R. Badlam), Thomas Brannan, Jr., Dan Brannan.
Quan tenia 14 anys, la seva família es va mudar a Ohio, on Brannan va aprendre el negoci d'impressor. Es va unir a l'Església de Jesucrist dels Sants dels Últims Dies. Brannan es traslladà a Nova York el 1844, i va començar la impressió de The Prophet (posteriorment anomenat The New-York Messenger), un diari mormó.
Després de l'assassinat del líder de l'església Joseph Smith el juny de 1844, l'església de Jesucrist dels Sants dels Últims Dies va decidir traslladar la seva seu de Nauvoo, Illinois. Es van discutir bastants alternatives, incloent el territori a l'Alta Califòrnia. El febrer de 1846, amb l'aprovació dels líders de l'església, Brannan i 240 mormons més van navegar en el vaixell Brooklyn fins a l'Alta Califòrnia, via el Cap d'Hornos. Brannan portava una antiquada rotativa i un molí fariner complet a bord. Després de parar a Honolulu, el 31 de juliol de 1846 atracaren al port de la ciutat mexicana de Yerba Buena, actualment San Francisco, triplicant la població d'aquell poble. Brannan va ser nomenat com el primer president de la missió de l'Església de Jesucrist dels Sants dels Últims Dies a Califòrnia.

## Trajectòria a Califòrnia
Brannan utilitzà la seva rotativa per establir el California Star com el primer diari a San Francisco. Va ser el segon diari a Alta Califòrnia, després de The Californian fundat a Monterrey i el primer a publicar-se, el 15 d'agost de 1846. Els dos diaris es van unir el 1848 per formar The Daily Alta California.
Brannan també va fundar la primera escola de San Francisco. El 1847, obrí una botiga a Sutter's Fort, prop de l'actual Sacramento.
El juny de 1847, Brannan va viatjar per terra a Green River (Wyoming), per reunir-se amb Brigham Young, el cap de l'Església de Jesucrist dels Sants dels Últims Dies, que dirigia el primer contingent de pioners mormons a través de les esplanades de la Gran Conca. Brannan insistí a Young a portar els pioners mormons a Califòrnia, però Young va rebutjar la proposta a favor de l'assentament a Utah, i Brannan tornà al nord de Califòrnia.

### San Francisco
Brannan obrí més tendes per vendre productes als miners (la seva tenda de Sutter Fort va vendre 150.000 dòlars al mes el 1849), i va començar a comprar terres a San Francisco.
Brannan va ser escollit pel primer consell de la ciutat de San Francisco en el nou territori dels EUA Després d'una sèrie de crims sensacionalistes a la zona, ajudà a organitzar el Moviment de vigilants de San Francico, que va funcionar immediatament com una força policial. Un ocupant il·legal va ser assassinat pel Moviment de vigilants i, tot i no haver premut el gallet, es considerà a Brannan com l'instigador i, conseqüentment, va ser expulsat de l'església mormona per la violència dels seus vigilants.
El 1851, Brannan visità [Hawaii] i comprà grans quantitats de terra a Honolulu. El 1853, Samuel Brannan, va ser escollit Senador per Califòrnia a la capital del nou estat, Sacramento. Va estar involucrat en el desenvolupament del comerç amb la Xina i els acords financers amb Mèxic, la fundació de la Societat de pioners de Califòrnia, i el desenvolupament de bancs, ferrocarrils, i companyies de telègraf a Califòrnia. Brannan va construir el 1858 la primera versió de la famosa Cliff House, amb vistes a l'oceà Pacífic a l'oest de San Francisco, encara sense desenvolupar en aquella època.

### Calistoga
Després de la seva visita a la zona termal de Calistoga al nord del Comtat de Napa el 1859, Brannan planejà un nou complex situat en aquesta zona. Va comprar les terres que tenien guèisers a la part del nord de Ranxo Carn Humana, i va fundar la ciutat de Calistoga, el nom de la qual és una combinació de les paraules Califòrnia i la llavors famosa Saratoga Springs. Brannan també fundà allí la Companyia del Ferrocarril de la Vall de Napa el 1864, amb la finalitat d'oferir als turistes una manera més fàcil d'arribar a Calistoga des dels vaixells que atracaven a la part baixa de la vall, a la Badia de San Francisco a Vallejo. El ferrocarril seria venut més endavant en una execució hipotecària, en el Comtat de Napa el 1869.
El 1868 Brannan es va convertir en un dels principals inversor de l'empresa d'Alfred Robinson, que comprà i inicià el desenvolupament de les principals zones costaneres del Comtat de Los Angeles que pertanyien al Californio Abel Stearns, prop de la Badia de San Pedro al Sud de Califòrnia
El 1872, Anna Eliza Corwin es divorcià de Brannan. Samuel va perdre gran part de la seva fortuna personal després d'aquest fet, ja que es va considerar que la seva muller tenia dret a la meitat de les seves pertinences, a pagar en efectiu. Com que la gran majoria de les explotacions de Brannan estaven en les seves propietats, va haver de vendre gran part d'aquestes per a poder pagar l'acord de divorci complet.

## El seu llegat
- Molts llocs de Califòrnia van batejats en honor de Samuel Brannan, incloent: el carrer Brannan de San Francisco, Brannan Island State Recreation Area, [Brannan Bluff-Table Bluff, Brannan Creek, la muntanya Brannan, Brannan Springs, i el riu Brannan; també existeix una escola a Sacramento, la Brannan Middle School.[5]
- Entre les ciutats que reclamen a Brannan com al seu fundador hi ha Calistoga i Yuba City.
- En associació amb John Augustus Sutter, Jr. i amb William T. Sherman i Edward Ord com a supervisors, Brannan establí la subdivisió no oficial que donaria lloc a la ciutat de Sacramento